# Einojuhani Rautavaara
Einojuhani Rautavaara, född 9 oktober 1928 i Helsingfors, död där 27 juli 2016, var en finländsk tonsättare.
Rautavaara var son till sångaren Eino Rautavaara. Einojuhani Rautavaara är med Aarre Merikanto och Jean Sibelius en av Finlands främsta tonsättare. Han skrev en stor mängd symfonier, konserter, operor och kammarmusik. Ett av hans mest berömda verk är Cantus Arcticus från 1972. Orkesterstycket, som bär undertiteln Konsert för fåglar och orkester, innehåller flera inspelningar av fågelsång i närheten av polcirkeln i norra Finland.
Rautavaara utexaminerades från Sibelius-Akademin, där han studerade för bland andra Aarre Merikanto, 1957. Han studerade även i USA för Aaron Copland och Roger Sessions. Han verkade vid Sibelius-Akademin som lektor 1966–1976 och professor i komposition 1976–1990 samt var konstnärsprofessor 1971–1976.
Rautavaara var ledamot av Kungliga Musikaliska Akademien. Han erhöll Wihuris Sibelius-pris 1965 och Pro Finlandia-medaljen 1968.

## Verk (i urval)

### Symfonier
- Symfoni nr 1 (1955/1988/2003)
- Symfoni nr 2 (1957)
- Symfoni nr 3 (1961)
- Symfoni nr 4 Arabescata (1962)
- Symfoni nr 5 (1985)
- Symfoni nr 6 Vincentiana (1992)
- Symfoni nr 7 Angel of Light (1994)
- Symfoni nr 8 The Journey (2000)

### Konserter
- Cellokonsert nr 1 (1968)
- Pianokonsert nr 1 (1969)
- Ballad för harpa och stråkar (1973/1981)
- Cantus Arcticus, konsert för fåglar och orkester (1972)
- Flöjtkonsert Dances with the Winds (1973)
- Violinkonsert (1977)
- Annunciations, konsert för orgel, bleckblåsarkvintett och symfonisk blåsorkester (1977)
- Kontrabaskonsert Angel of Dusk (1980)
- Pianokonsert nr 2 (1989)
- Pianokonsert nr 3 Gift of Dreams (1998)
- Harpkonsert (2000)
- Klarinettkonsert (2001)
- Incantations, konsert för slagverk och orkester (2008)
- Cellokonsert nr 2 Towards the Horizon (2008/09)
- Fantasia för violin och orkester (2015)

### Operor
- Gruvan (1963)
- Apollo contra Marsyas (1970)
- The Myth of Sampo (1982)
- Thomas (1985)
- Vincent (1987)
- Auringon talo (Solhuset) (1990)
- Tietäjien lahja (The Gift of the Magi) (1994)
- Aleksis Kivi (1997)
- Rasputin (2003)

### Kammarmusik, sonater
- Pelimannit (Spelmännen) (6-satsig svit för piano) (1952)
- Stråkkvartett nr 1 (1952)
- Icons (6-satsig svit för piano) (1956)
- Stråkkvartett nr 2 (1958)
- Blåsaroktett (1962)
- Stråkkvartett nr 3 (1965)
- Christus und die Fischer (originaltiteln på tyska), pianosonat nr 1 (1969)
- Etydit (Études) för piano  (1969)
- The Fire Sermon, pianosonat nr 2 (1970)
- April Lines, för violin och piano (1970/2006)
- Cellosonat nr 1 (1972)
- Stråkkvartett nr 4 (1975)
- Cellosonat nr 2 (1991)
- Stråkkvintett nr 1 Les cieux inconnues (1997)
- Lost Landscapes för violin och piano (2005)
- stråkkvintett nr 2 Variations for Five (2013)

### Körmusik
- Ludus verbalis, för manlig talkör (1960)
- Lapsimessu (Barnmässa), för blandad barnkör och kammarorkester (1960)
- The Myth of Sampo (Sammon ryöstö), för manlig kör, solister och tonband baserad på Kalevala sångerna 42, 43. (Libretto: Einojuhani Rautavaara) (1982)
- Die Erste Elegie (Rilke), för blandad kör (1993)
- Missa a cappella (2011)

### Andra verk
- Vigilia All-Night Vigil in Memory of St. John the Baptist for mixed choir and five soloists (1971/72)
- True and False Unicorn (1971)
- Garden of Spaces (Tilatarha), för orkester (1971)
- Suite de Lorca (1973)
- Angels and Visitations (1978)
- Playgrounds for Angels (1981)
- Isle of Bliss, Orchestral fantasia (1995)
- Adagio Celeste, för stråkorkester (1997)
- Autumn Gardens, för orkester (1999)
- Book of Visions (1 A Tale of Night, 2 A Tale of Fire, 3 A Tale of Love, 4 A Tale of Fate), för orkester (2003/2005)
- Before the Icons (2006)
- A Tapestry of Life (2007)
- Into the Heart of Light, för stråkorkester (2011)